# Alexandre Lvovitch Blok
Pour les articles homonymes, voir Blok.
Alexandre Lvovitch Blok (en russe : Алекса́ндр Льво́вич Блок, né le 20 octobre 1852 à Pskov et mort le 18 novembre 1909 à Varsovie), est un professeur de droit russe. C'est le père du poète symboliste Alexandre Blok (1880-1921).

## Biographie
Alexandre Lvovitch Blok descend d'une famille de hauts fonctionnaires russes de lointaine origine allemande. Son père juriste est vice-directeur des douanes et sa mère, née Tcherkassova, est fort cultivée. L'un de ses frères, Ivan Blok, gouverneur de Samara, sera assassiné en 1906 par un socialiste révolutionnaire.
Il termine la faculté juridique de l'université de Saint-Pétersbourg et reçoit ensuite la chaire de Droit public à l'université de Varsovie qui fait partie alors de l'Empire russe. C'est un bel homme avec des boucles brunes. Dostoïevski, qui le croise dans le salon d'Anna Philosophova, dit de lui qu'il a la beauté d'un démon. Il épouse Alexandra Andreïevna Beketova (1860-1923), fille du fameux botaniste Andreï Beketov, qu'il avait rencontrée dans ce même salon d'Anna Philosophova (tante de Diaghilev) mais se sépare peu après la naissance de leur fils Alexandre. Sa thèse de Droit porte en 1880 sur Le pouvoir public dans la société européenne. Regard sur la théorie politique de Lorenz von Stein et sur les ordres politiques français. Il y démontre l'erreur de Lorenz von Stein à propos du pouvoir public, comme force abstraite se trouvant au-dessus et en dehors des différentes classes de la société. Après avoir exposé en détail la marche du développement constitutionnel en Europe occidentale, et en particulier en France, Blok démontre la dépendance du pouvoir public de la classe au pouvoir pendant cette période donnée.
Il épouse en secondes noces Maria Timofeïevna Beliaïeva, sœur du futur général Beliaïev (1875-1957), dont il a une fille, Angelika, qui meurt jeune fille d'une encéphalite. Alexandre Blok lui a dédié ses Iambes.
Le professeur Blok, fin musicien et styliste, se rendait tous les ans à Saint-Pétersbourg pour aller voir sa mère et rendre visite à son fils pendant les vacances de Noël et/ou de Pâques. La Correspondance du poète contient les lettres régulières qu'il écrivait à son père pour lui rendre compte de ses études et de ses dépenses, car son père lui envoyait régulièrement de l'argent par le biais de sa famille restée à Saint-Pétersbourg. Le professeur Blok est blessé de ne pas avoir été invité au mariage de son fils en 1903. Son fils lui reproche de ne pas comprendre sa poésie et fait part de son caractère étrange avec des accès convulsifs. Il obéit à son père en rendant visite, lorsqu'il est étudiant, aux membres de la famille Blok qui habitent dans la capitale impériale, bien qu'en fait il soit beaucoup plus proche de sa famille maternelle. Le jeune poète lui écrivait des lettres franches et respectueuses et le vouvoyait, alors qu'il tutoyait sa mère, dont il était évidemment beaucoup plus proche, n'ayant pas été élevé chez son père.
Il n'arrive que le lendemain de la mort de son père à Varsovie pour assister aux funérailles. Le poète est surpris de voir que son père y avait tant d'amis proches qui louent la bonté d'âme du professeur. Celui-ci est enterré au cimetière orthodoxe de Varsovie.

## Quelques publications
Outre sa thèse parue en 1880 à Saint-Pétersbourg, le professeur Blok est l'auteur entre autres de
- Cours de Droit public russe, imprimerie Noskovski, Varsovie, 1884, 108 pages (avec un exposé sur la différence entre slavophiles et occidentalistes).
- À propos des relations entre la théorie scientifico-philosophique et les activités publiques pratiques, discours prononcé le 30 août 1888 à l'université de Varsovie, 12 pages, 1888
- À propos de la question finlandaise (lecture en ligne en russe), Varsovie, 1891, 11 pages